# Domenico Casati
Domenico Casati (Treviglio, Provincia de Bérgamo, Italia, 21 de junio de 1943) es un exfutbolista italiano. Se desempeñaba en la posición de defensa.

## Clubes
| Club              | País   | Año         |
| ----------------- | ------ | ----------- |
| C. S. Trevigliese | Italia | 1960 - 1961 |
| Juventus F. C.    | Italia | 1961 - 1962 |
| Potenza S. C.     | Italia | 1962 - 1965 |
| Juventus F. C.    | Italia | 1965        |
| Atalanta B. C.    | Italia | 1965 - 1966 |
| Brescia Calcio    | Italia | 1966 - 1968 |
| A. C. Pisa        | Italia | 1968 - 1970 |
| Perugia Calcio    | Italia | 1970 - 1973 |
| Brescia Calcio    | Italia | 1973 - 1976 |